# Centris cockerelli
Centris cockerelli är en biart som beskrevs av Fox 1899. Centris cockerelli ingår i släktet Centris och familjen långtungebin. Inga underarter finns listade.